# Zena Keefe

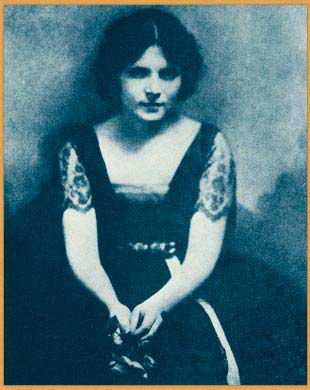
Zena Keefe en Who's Who on the Screen

Zena Keefe (26 de junio de 1896 - 17 de noviembre de 1977) fue una actriz cinematográfica de estadounidense, activa en la época del cine mudo, que actuó en 74 filmes entre 1911 y 1924.

## Biografía
Su nombre completo era Zena Virginia Keefe, y nació en San Francisco, California . Empezó su carrera como actriz teatral, actuando en diversas piezas siendo niña, destacando una producción de una obra de Palmer Cox en 1899, Brownies In Fairyland.
Su primer film fue un cortometraje, All Is Fair in Love and War (1911), producido por Vitagraph Studios. A partir de entonces actuó en diferentes cortometrajes de Vitagraph, junto a actores como Wallace Reid y Earle Williams. Además de Vitagraph, trabajó también para estudios como Paragon Films y Fox Films, entre otros. En 1916 actuó en filmes como Her Maternal Right y La vie de Bohème (1916), y en 1917 en Enlighten Thy Daughter, interpretando a uno de los personajes principales. Actuó también en seriales como The Scarlet Runner (1916) y Perils of Our Girl Reporters (1916). Su último film fue Trouping with Ellen (1924), producido por Eastern Productions.  
Tras retirarse del cine, Keefe se casó con William M. Brownell, con la que tuvo una hija, Virginia. Ella falleció a causa de un cáncer en 1977 en Danvers, Massachusetts, a los 80 años de edad. Fue enterrada en el Cementerio Mount Auburn, en Cambridge (Massachusetts).

## Selección de su filmografía

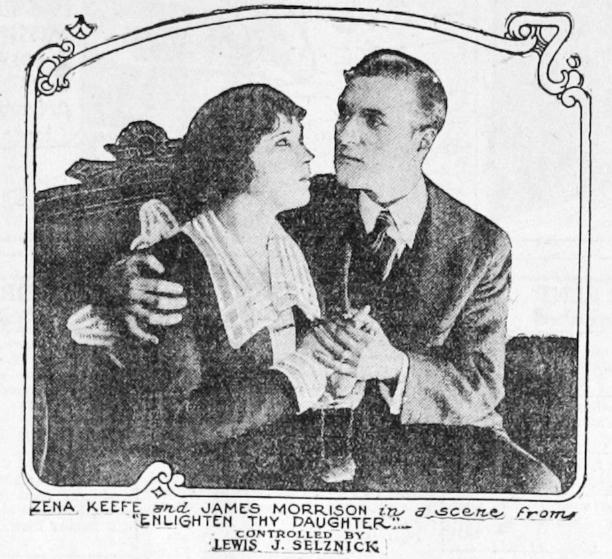
Póster de Enlighten My Daughter, con Zena Keefe y James W. Morrison

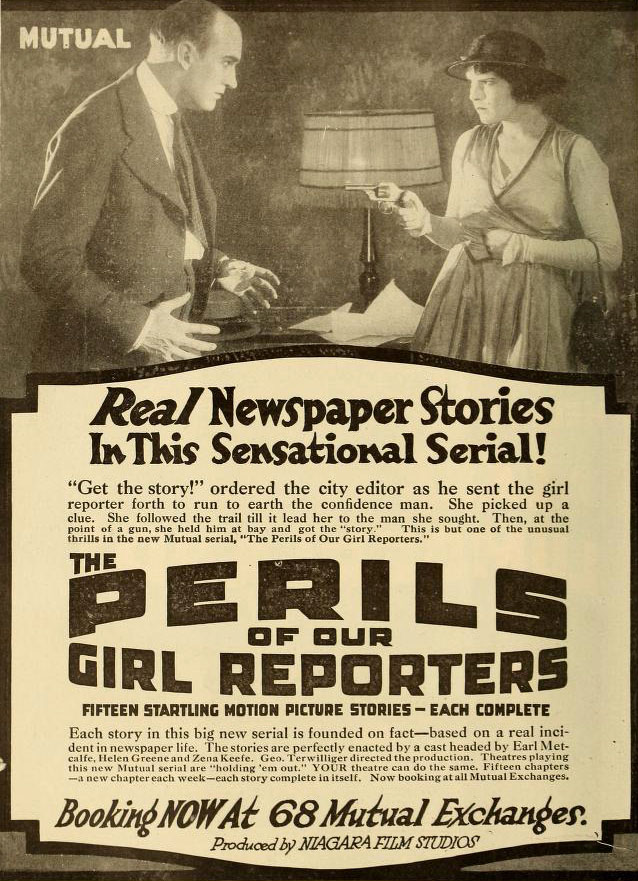
Anuncio del serial Perils of Our Girl Reporters (1916)

- All Is Fair in Love and War (1911)
- The Gamblers (1912)
- Sisters All (1913)
- The Tigress (1915)
- Her Maternal Right (1916)
- La vie de Bohème (1916)
- Caprice of the Mountains (1916)
- Little Miss Happiness (1916)
- The Rail Rider (1916)
- The Scarlet Runner (1916)
- Perils of Our Girl Reporters (1916)
- Enlighten Thy Daughter (1917)[5]
- The Challenge Accepted (1918)
- An Amateur Widow (1919)
- Piccadilly Jim (1919)
- The Woman God Sent (1920)
- Marooned Hearts (1920)
- The Broken Silence (1922)
- Trouping with Ellen (1924)
- The Lure of Love (1924)
- Trouping with Ellen (1924)